# Anolis gracilipes
Anolis gracilipes (привабливий аноліс) — вид ігуаноподібних ящірок родини анолісових (Dactyloidae). Мешкає в Колумбії і Еквадорі.

## Поширення і екологія
Привабливі аноліси мешкають на тихоокеанському узбережжі Колумбії та Еквадору. Вони живуть у вологих тропічних лісах на рівнинах і в передгір'ях, на висоті від 20 до 1200 м над рівнем моря, переважно на висоті до 700 м над рівнем моря.